# Erica hexandra
Erica hexandra är en ljungväxtart som först beskrevs av Spencer Le Marchant Moore, och fick sitt nu gällande namn av E.G.H. Oliver. Erica hexandra ingår i släktet klockljungssläktet, och familjen ljungväxter. Inga underarter finns listade i Catalogue of Life.